# Guillermina Ortega
Cruz Guillermina Ortega Vargas (México, Poza Rica, Veracruz. 1960) conocida como Guillermina Ortega, es artista plástica y visual, con una amplia trayectoria en la producción de obra enfocada primordialmente a los temas de la descolonización del cuerpo de las mujeres y del ser; el valor del linaje matriarcal en los pueblos originarios, y recientemente, aborda el tema de la desaparición de los cuerpos en el contexto mexicano, como reflexión del valor sagrado de la humanidad. Bajo el concepto de arte-ritual  logra el montaje de sus propuestas con la interacción de distintos medios y técnicas como la pintura, el arte-objeto, el dibujo y la videoinstalación.
Ha expuesto individualmente y de manera colectiva,  en más de 90 muestras estatales, nacionales e internacionales. Fue seleccionada en el VIII y X Encuentro Nacional de Arte Joven, Bienal de Pintura Joaquín Clausell; y en la Primera Bienal de Pintura y Escultura Olga Costa.  Ha sido becaria del Fondo Estatal para la Cultura y las Artes de Veracruz en las emisiones 1994-1995; 1999-2000, y 2013 en la categoría de Creadores con Trayectoria, con el proyecto “Mirar la raíz, nutrir la fuente”. En el 2005 fue seleccionada para el Programa de Intercambio de Residencias Artísticas del Consejo Nacional para la Cultura y las Artes, México (CONACULTA), Aboriginal Arts Programs, The Banff Centre, Banff, Alberta, Canadá,  y en 2008, en el Programa de Estancia Artística del Museo Nacional del Indígena Americano, Smithsonian Institution (Washington, Filadelfia, Boston y Nueva York).
Desde 1985 ha sido promotora, educadora e investigadora de artes plásticas en la Ciudad de México y en el estado de Veracruz, colaborando con instituciones como el Instituto Nacional de Bellas Artes, la Galería José María Velasco, el Instituto Veracruzano de Cultura, la Casa de Cultura de Poza Rica, el Consejo Veracruzano de Arte Popular, el Centro Estatal de las Artes “Hugo Argüelles”, la Casa Salvador Díaz Mirón en el Puerto de Veracruz, y en el Centro de las Artes Indígenas en el Parque Takilhsukut en el Tajín, Papantla.

## Biografía
Guillermina Ortega, nace en Poza Rica, Veracruz en México,  y es descendiente de abuelos nahuas de la Huasteca Hidalguense y Poblana lo cual resulta relevante para el trabajo que a manera de arte ritual lleva a cabo en sus instalaciones, y donde hace una resignificación de la cultura, la tierra, el cuerpo, la colonización y el sometimiento del ser femenino. De 1983 a 1989 estudió la Licenciatura de Pintura en la Escuela Nacional de Pintura, Escultura y Grabado La Esmeralda en la Ciudad de México, y en la Universidad Nacional Autónoma de México (UNAM) cursó  las carreras de Historia y Artes Visuales sin concluir. Obtuvo el grado de Maestría en Estudios sobre el Arte en Realia, en Xalapa, Veracruz,  con la tesis: “Hacia una cartografía de la visualidad decolonial”. Cuatro artistas indígenas contemporáneas de Norteamérica”.  Se formó con los maestros Guillermo Zaphe, Gilberto Aceves Navarro, Luis Nishizawa, entre otros.  Guillermina Ortega encontró resonancia en los temas de la vida doméstica del apartamento que habitaba en la Ciudad de México, mientras cursaba sus estudios, así como en los cafés de chinos que frecuentaba cuando trabajaba en una Galería en el barrio de Tepito. Al finalizar su carrera profesional, el Instituto Veracruzano de Cultura la invitó a colaborar, lo cual motivó el regreso a su tierra natal.
Habló de la importancia de la coexistencia de las diferentes culturas y las distintas maneras de vivir el trópico, de tal manera que la descolonización del cuerpo femenino, lo entendió desde su propia experiencia de vida como mujer. A través de su trabajo artístico, investigó e intervino el archivo fotográfico familiar para re-visitar a los ancestros y comprender su pasado. Hizo una selección de fotografías de las épocas de sometimiento de la cultura indígena, y de los procesos de migración del campo a la ciudad en México, entre la década de los años treinta y los cincuenta.
Desde entonces gran parte de sus instalaciones y videoinstalaciones  han sido creadas desde la perspectiva de la descolonización del cuerpo femenino,  del ser, y como constante, ha estado presente el linaje matriarcal.
Como temas de exploración aborda cuestiones de identidad como la vida cotidiana en la intimidad, la geografía, los orígenes y principalmente el cuerpo femenino como concepto de casa. Su producción artística se relaciona con la naturaleza, la espiritualidad, lo femenino, la vida y la conciencia.
Guillermina Ortega, quien asume una postura feminista en sus procesos artísticos, es contemporánea a la generación de artistas visuales mexicanas que han destacado a partir de los años noventa;  sin embargo sus líneas de trabajo van encaminadas al concepto earthworks por la integración a su obra de elementos y materiales orgánicos, y algunas de sus instalaciones se acercan al  Land art, al situarlas en contextos naturales, lo cual trasciende el espacio que se destine a su exhibición.
Por esta razón se identifica con el trabajo de artistas como Ana Mendieta, y las artistas indígenas canadienses contemporáneas, Faye Heavyshield y Nadia Myre, mientras que, en la videoinstalación se siente más cercana a Rebeca Belmore y Shelly Niro, principalmente por su trabajo de visualidad descolonizada.
Durante su proceso de enseñanza-aprendizaje en pintura considera que la influyeron artistas como María Asúnsolo, María Izquierdo, Cordelia Urueta, Lilia Carrillo, Rufino Tamayo, Francisco Toledo, Judy Chicago y Louise Bourgueis.

## Obra
- De lo cotidiano. Pintura y Dibujo. Sala de Arte CREA y Alianza Francesa de Polanco, Ciudad de México, 1987-1989.
- El trópico. Exposiciones Palmera y mujer, Biofilia, Aguas Nuevas, Trópicos y Memoria de viento y marea. Centro Cultural José Guadalupe Posa (INBA), Instituto Veracruzano de la Cultura y el circuito de casas de cultura, en el Espacio alternativo de La Esmeralda, en el Centro Nacional de las Artes (Cenart) y en la galería José María Velasco del Instituto Nacional de Bellas Artes (INBA), 1989-1997.
- De lo primitivo. Exposiciones Rito de vida y Primitiva. Galería de la Universidad Cristóbal Colón y en el Instituto de Artes Plásticas de la Universidad Veracruzana, 1997-1998.
- De la descolonización del cuerpo femenino. Exposiciones: Agua Salada, Ombelicale, Kuchina Puxcat, Kuchi, La casa es el cuerpo, Puscat, Re-existir, Mirar la raíz nutrir la fuente. Recinto sede del Instituto Veracruzano de Cultura, Galería Marie-Louise Ferrari, Centro Universitario Hispanomexicano, Vicerrectoria región Poza Rica-Tuxpan, El Ágora de Xalapa y la Fototeca de Veracruz, 1999-2017.
- 35 instalaciones en diferentes lugares del Estado de Veracruz, una en Madrid y dos en Canadá, 1996-2016
- Tres videoinstalaciones: una en la Galería de Arte Contemporáneo de Xalapa y en el recinto sede del Instituto Veracruzano de Cultura;  y dos en el Ágora de Xalapa y en la Fototeca de Veracruz, 2012-2016.

## Textos Críticos
SIOUI DURAND, GUY (2014) La búsqueda de los sentidos, EVAS, Espacio Virtual de Artistas Vercaruzanas. https://web.archive.org/web/20180817010508/http://evasveracruzanas.com/work/guillermina-ortega/[Consultado 1º. de marzo de 2017]
KARTOFEL, GRACIELA (2013) Creadoras de un mundo propio, Autorrepresentación en femenino Blog Arte y Perspectiva de Género.https://gladysvillegasm.wordpress.com/tag/coordinacion-yo-curaduria-de-exposiciones-colectivas/

## VIDEOS
- Video-instalación Indivisible 2015 por Guillermina Ortega https://www.youtube.com/watch?v=SL4qoPI56rg&t=42s
- Video instalación correspondiente a 2013-2014 Intercambio artístico México-Quebec; Intervención en el espacio 2013. Mashteuiatsch (Reservación indígena Ilnu) en 2013. Parque Takilhsukut, El Tajin, Papantla, Veracruz en 2014 https://vimeo.com/85475457
- Entrevista a Guillermina Ortega, serie Galerías de Artistas Veracruzanos 1998 https://www.youtube.com/watch?v=ZHNcBeYvtRI
- Proyecciones correspondientes a la Videoinstalación Lkhuyat (2012) por Guillermina Ortega.

Video 1 https://www.youtube.com/watch?v=SOaVVxDcP3w
Video 2 https://www.youtube.com/watch?v=ZXZ3MXWp_HM&t=69
- Proyecciones correspondientes a Videoinstalación Mito (2014)

Video 1 https://www.youtube.com/watch?v=oULrnOZbh98
Video 2 https://www.youtube.com/watch?v=Hl87s6QX5cM